# Joaquín García de Antonio
Joaquín García de Antonio (Anna, 1710 - Las Palmas de Gran Canaria, 1779) fou mestre de capella de la Catedral de Las Palmas.
Les seves cantates són a l'estil italià, però les seves Nadales adopten un estil vernacular purament hispà.